# Magnus Frisk
Magnus Frisk, född 8 december 1964 i Skövde, är en svensk handbollstränare på damsidan och tidigare handbollsspelare (vänstersexa).

## Spelarkarriär
Magnus Frisk spelade 41 matcher och gjorde 50 mål i högsta ligan (nuvarande Handbollsligan) för IFK Skövde. Han spelade i tio år men de första åren var som ungdomsspelare.

## Tränarkarriär
Magnus Frisk började träna Skövde HF 1994 men de största framgångarna skedde under 2000-talet. Under hans ledning spelade laget sex raka SM-finaler (2005, 2006, 2007, 2008, 2009 och 2010). Säsongen 2007/2008 resulterade i guld då IK Sävehof, som inte tappade en enda poäng i grundserien, överraskande besegrades med 24–31 i finalmatchen i Scandinavium.
Efter ett rekord med 24 säsonger som tränare för Skövde HF fick Magnus Frisk inte förlängt kontrakt 2018. Det slutade med en rättslig process. Den 13 september 2018 lämnade Frisk en stämningsansökan mot Skövde HF för uppsägning utan saklig grund. Frisk krävde 40 000 kr i skadestånd av klubben. I januari 2019 hölls en förhandling i tingsrätten men parterna kunde inte förlikas. Det blir rättegång i juni 2019.
Den 30 januari 2018 blev det klart att Frisk skulle ta över som tränare hos rivalen Skara HF från och med säsongen 2018/2019.  Flera spelare från Skövde HF följde med sin tränare till nya klubben. Den 19 december återvände Frisk till Skövde som bortacoach för Skara och då vann Skara med 33–22.

## Meriter
- SM-guld 2008 med Skövde HF
- Årets tränare i Handbollsligan 2023/2024 med Skara HF